# گوگیلی هورن
گوگیلی هورن (به لاتین: Guggilihorn) یک کوه در سوئیس است که در کانتون وله واقع شده‌است. گوگیلی هورن ۲٬۳۵۱ متر بالاتر از سطح دریا واقع شده‌است.